# Asplenium scortechinii
Asplenium scortechinii là một loài thực vật có mạch trong họ Aspleniaceae. Loài này được Bedd. miêu tả khoa học đầu tiên năm 1887.